# Seututie 353
Pour les articles homonymes, voir Route 353.
La route régionale 353 (finnois : Seututie 353) est une route régionale allant de Keltakangas à Kouvola jusqu'à Ummeljoki à Kouvola en Finlande,,.

## Présentation
La seututie 353 est une route régionale de la Vallée de la Kymi.

## Parcours
- Kouvola
  - Keltakangas
  - Myllykoski
  - Ummeljoki